# Antonio Raxel
Antonio Salazar Raxel (Chiapa de Corzo, 13 de abril de 1922 - Ciudad de México, 25 de noviembre de 1999), conocido como Antonio Raxel, fue un actor y actor de doblaje mexicano.

## Biografía y carrera

### Primeros años
Fue hijo de Enrique Salazar y de Graciela Raxel. Se trasladó a la Ciudad de México al final de la década de 1940 donde se inició como asistente de fotografía en un estudio dedicado al retrato de estrellas de cine. Posteriormente realizó estudios de actuación que le permitieron desarrollar una destacada carrera dentro del cine mexicano. El convivir con actores, directores y productores del medio del celuloide despertó una gran curiosidad en el joven Antonio por el arte dramático. Es así, que poco después estudia su carrera en el Instituto Nacional de Bellas Artes y Literatura, bajo la tutela del maestro japonés Seki Sano, participó en 85 obras teatrales. Una vez laborando como histrión, demostró su talento tanto para la comedia como para el drama, siendo la comedia algo que no parecía sacar todo de él debido a su voz y aspecto físico. Sin embargo, su talento actoral le permitió resolver sin problema cualquier desafío dramático que tuviese enfrente.

### Inicios en teatro
Inició en el teatro profesional, principalmente con las compañías de María Tereza Montoya, Anita Blanch y Enrique Rambal. 

### Carrera en el cine
Su carrera en cine inicia en 1950, en papeles secundarios, y llega a ser protagonista a lado de estrellas de la época de oro del cine mexicano, participando en al menos 250 cintas. Sus mayores éxitos fueron La familia Barret, "Sexteto", donde actuó a lado de la Chula Prieto, y La idiota, al lado de Vilma González.
Su voz le caracteriza para ser llamado para diversos proyectos tanto fílmicos como de TV y doblaje de la época, así aparece con actores cómicos y de suspenso como el filme Santo y Blue Demon contra Drácula y el Hombre Lobo.
Ganó el Premio Medalla Virginia Fábregas en el año 1974 por su trayectoria.
Durante diversas décadas ingresa firmemente en la cinematografía mexicana con gran éxito, y en los años 80 protagoniza papeles secundarios y principales en la categoría de las películas de "ficheras" y de "albures" como el filme a lado de Luis de Alba de "Chelo Gómez".

### El doblaje
Realizó diversos trabajos en el doblaje en su natal México y en Los Ángeles, California, entre ellos, papeles entre los que se encuentran Mandrake, del dibujo animado Defensores de la tierra, además de ser el narrador de la serie de anime, Robotech, Voltron y Mazinger, donde combina por primera vez la sincronización de doblaje a dúo con una actriz femenina (Bertha Shute) para personificar al Barón Ashler de Mazinger en su papel masculino, a lado de actores nóveles de doblaje como Jesús Barrero y Juan Alfonso Carralero. Los problemas personales del señor Raxel, hicieron que a su regreso a México después de trabajar en Los Ángeles, California, sus participaciones en el doblaje de voz fueran cada vez más escasas. Aunque el cine continuó siendo una prioridad en la carrera del ojiverde, las cintas en las que participó durante las últimas décadas de su vida, fueron más bien menores y de baja calidad comparadas con las grandes producciones en las que había trabajado muchos años antes.

## Muerte
El actor falleció en la Ciudad de México el 25 de noviembre de 1999, a causa de una acidosis respiratoria.

## Filmografía

### Telenovelas
- Mi segunda madre (1989)
- Los miserables (1974)... Barón de Pontmercy
- Pequeñeces ... (1971)... Federico Lujan
- El amor tiene cara de mujer (1971)... Sr. Amezcua
- La gata (1970)... Fernando de Santacruz
- Una plegaria en el camino (1970)... Dr. Gámez
- Angelitos negros (1970)... Don Luis de la Fuente
- La familia (1969)
- Rubí (1968)... Sr. de la Fuente
- El otro (1960)
- Teresa (1959) ... Manuel
- Cadenas de amor (1959)

### Películas
- Infierno en la sierra (2000)
- Horas amargas (1999)
- Sangre prisionera (1999)
- Víctimas de la mafia (1998)
- Barón de la mafia (1997)
- Cruzando el Río Bravo: Frontera asesina (1997)
- Los cuatro de Michoacán (1997)
- Herencia fatal (1997)
- La Mafia nunca muere (1997)
- Pacas de a kilo (1997)
- Sentenciado sin delito (1997) (V)
- Tierra de sangre (1997)
- Violencia policíaca (1997)
- Volver a nacer (1997)
- Fuera ropa (1995)
- Chantaje, complot criminal (1995)
- Condena para un inocente (1995)
- Llamada anónima (1995)
- Perro caliente (1995)
- La asesinadita (1994)
- Dos gallos pisadores (1994)
- Duelo final (1994)
- Mi amigo Juan (1994)
- Suerte en la vida (1994)
- Chicas en peligro (1993)
- Cuestión de honor (1993)
- Escorpión, Alerta roja (1993)
- Locura mexicana (1993)
- El nieto de Zapata (1993)
- Un pistolero implacable (1993)
- Tragedia en Waco, Texas (1993)
- El Fiscal de hierro 3, (1992)
- Don Herculano anda suelto (1992)
- Ramiro Sierra (1992)
- Revancha implacable (1992)
- Seducción sangrienta (1992)
- Secuestro de un policía (1991)
- Andanzas de Agapito (1991)
- La Blazer blindada (1991)
- Espionaje mortal (1991)
- Golpe brutal (1991)
- Los repartidores (1991)
- Violento amanecer (1991)
- Juan Nadie (1990)
- La sombra del Tunco (1990)
- Al que nace pa' tamal, del cielo le caen las desas (1990)
- Chelo Gómez, detective privado (1990)
- Crimen en presidio (1990)
- El Dandy y sus mujeres (1990)
- Demonios del desierto (1990)
- Dos chicanos chiludos (1990?
- La Gata Cristy (1990)
- El hombre de hielo (1990)
- La Hora 24 (1990)
- La mojada engañada (1990)
- Muerte bajo la piel (1990)
- Se me dobló la carabina (1990)
- El servidor público (1990)
- La Soplona (1990)
- El tesorito de Crispín (1990)
- Unidos por la garnacha (1990)
- La Vengadora implacable (1990)
- Mi compadre Capulina (1989)
- El Chácharas (1989)
- El cartero alburero (1989)
- Casta de braceros (1989)
- Entre picudos te veas (1989)
- El miedo me da risa (1989)
- Pánico en el bosque (1989)
- Si me las dan me las tomo (1989)
- La venganza de Don Herculano (1989)
- Sabor a mí (1988)
- El solitario indomable (1988)
- Central camionera (1988)
- Contrabando, amor y muerte (1988)
- Durazo, la verdadera historia (1988)
- El Fiscal de hierro (1988)
- Itara, el guardián de la muerte (1988)
- Muerte brutal (1988)
- Sábado D.F. (1988)
- Taquito de ojo (1988)
- Un tipo duro de pelar (1988)
- Cinco nacos asaltan Las Vegas (1987)
- La mujer policía (1987)
- Lamberto Quintero (1987)
- Policía judicial federal (1987)
- Yo el ejecutor (1987)
- Adorables criminales (1987)
- Conexión México (1987)
- Muelle rojo (1987)
- Las zorras (1987)
- Motín en la cárcel (1986)
- Forajidos en la mira (1985)
- El Judicial 2 (1985)
- Maniático pasional (1980)
- La muerte también cabalga (1979)
- Las pobres ilegales (1979)
- Mariachi - Fiesta de sangre (1977)
- Las cenizas del diputado (1977)
- Los tres Reyes Magos (1976)
- Coronación (1976)
- El compadre más padre (1976)
- Santo en Anónimo mortal (1975)
- Los Leones del ring contra la Cosa Nostra (1974)
- Los Leones del ring (1974)
- El Tuerto Angustias (1974)
- Aquellos años (1973)
- Santo y Blue Demon contra Drácula y el Hombre Lobo (1973)
- Las Tarántulas (1973)
- Un sueño de amor (1972)
- Triángulo (1972)
- Ni solteros, ni casados (1972)
- Treinta centavos de muerte (1972)
- Chico Ramos (1971)
- Mama Dolores (1971)
- El sabor de la venganza (1971)
- Ya somos hombres (1971)
- Chanoc en las garras de las fieras (1970)
- El mundo de los muertos (1970)
- La vida de Chucho el Roto (1970)
- Capulina corazón de león (1970)
- Los problemas de mamá (1970)
- Las impuras (1969)
- El día de las madres (1969)
- Alerta, alta tensión (1969)
- La gran aventura (1969)
- Cinco en la cárcel (1968)
- Blue Demon contra las diabólicas (1968)
- Corazón salvaje (1968)
- Corona de lágrimas (1968)
- El tesoro de Moctezuma (1968)
- Vestidas y alborotadas (1968)
- Desnudarse y morir (1968)
- Operación 67 (1967)
- Los alegres Aguilares (1967)
- Alma Grande en el desierto (1967)
- Serenata en noche de luna (1967)
- Chanoc (1967)
- Las amiguitas de los ricos (1967)
- Doctor Satán (1966)
- La cigüeña distraída (1966)
- Los dos rivales (1966)
- Los jinetes de la bruja (1966)
- El indomable (1966)
- Marcelo y María (1966)
- Juan Pistolas (1966)
- Cuando el diablo sopla (1966)
- Dos meseros majaderos (1966)
- Juan Colorado (1966)
- Juventud sin ley (Rebeldes a go-go) (1966)
- Los Cuatro Juanes (1966)
- La vida de Pedro Infante (1966)
- La alegría de vivir (1965)
- Pistoleros del oeste (1965)
- Cargando con el muerto (1965)
- Las tapatías nunca pierden (1965)
- Guitarras lloren guitarras (1965)
- El bracero del año (1964)
- La juventud se impone (1964)
- Luna de miel para nueve (1964)
- Me llaman el Cantaclaro (1964)
- El Espadachín (1964)
- Frente al destino (1964)
- El mundo de las drogas (1964)
- La sombra de los hijos (1964)
- Los astronautas (1964)
- La Mente y el crimen (1964)
- Neutrón contra el criminal sádico (1964)
- Nos dicen los intocables (1964)
- Dile que la quiero (1963)
- Los Bravos de California (1963)
- Herencia maldita (1963)
- México de mis recuerdos (1963)
- De color moreno (1963)
- En la vieja California (1963)
- Fuerte, audaz y valiente (1963)
- Aventuras de las hermanas X (1963)
- La cabeza viviente (1963) (El ojo de la muerte)
- El monstruo de los volcanes (1963)
- Santo contra el rey del crimen (1962)
- La Barranca sangrienta (1962)
- El cielo y la tierra (1962)
- El extra (1962)
- El vampiro sangriento (1962)
- Servicio secreto (1962)
- Pilotos de la muerte (1962)
- Nostradamus y el destructor de monstruos (1962)
- Sol en llamas (1962)
- El terrible gigante de las nieves (1962)
- Los Espadachines de la reina (1961)
- Con la misma moneda (1961)
- El Gato con botas (1961)
- Suicídate, mi amor (1961)
- El aviador fenómeno (1961)
- Mujeres engañadas (1961)
- Senda prohibida (1961)
- Ojos tapatíos (1961)
- Vacaciones en Acapulco (1961)
- Orlak, el infierno de Frankenstein (1960)
- Las canciones unidas (1960)
- Su primer amor (1960)
- Mi madre es culpable (1960)
- Gran pillo (1960)
- La maldición de Nostradamus (1960)
- Verano violento (1960)
- El grito de la muerte (1959)
- Los Hermanos Diablo (1959)
- 800 leguas por el Amazonas (1959)
- Nacida para amar (1959)
- Del suelo no paso (1959)
- Los diablos del terror (1959)
- Misterios de ultratumba (1959)
- Vagabundo y millonario (1959)
- Cuentan de una mujer (1959)
- Águila negra contra los enmascarados de la muerte (1958)
- Maratón de baile (1958)
- Gran espectáculo (1958)
- El ataúd del vampiro (1958)
- Los muertos no hablan (1958)
- Rebelión de la sierra (1958)
- Boxeador (1958)
- La máscara de carne (1958)
- El último rebelde (1958)
- La torre de marfil (1958)
- Sueños de oro (1958)
- Gallo colorado (1957)
- Mundo nuevo (1957)
- La Diana cazadora (1957)
- Cuatro contra el imperio (1957)
- ¡Aquí están los Aguilares! (1957)
- La Faraona (1956)
- Una lección de amor (1956)
- Primavera en el corazón (1956)
- Ultraje al amor (1956)
- Donde el círculo termina (1956)
- Mi canción eres tú (1956)
- Historia de un amor (1956)
- Tres melodías de amor (1955)
- La mujer ajena (1955)
- De carne somos (1955)
- Seductor (1955)
- Padre contra hijo (1955)
- Las engañadas (1955)
- La sospechosa (1955)
- Historia de un abrigo de mink (1955)
- La rival (1955)
- El Asesino X (1955)
- Frente al pecado de ayer (1955)
- Prisionera del pasado (1954)
- Chucho el Roto (1954)
- Solamente una vez (1954)
- La duda (1954)
- La ladrona (1954)
- Casa de muñecas (1954)
- La Infame (1954)
- Yo no creo en los hombres (1954)
- Padre nuestro (1953)
- El señor fotógrafo (1953)... Felón (sin acreditar)
- Mujeres que trabajan (1953)

### Doblaje
Algunos de los trabajos de Antonio Raxel incluyen a:
- Voltron, serie de anime, narrador de la serie (aprox. 1984)
- Mazinger Z, serie de anime, narrador en la segunda mitad de la serie, y voz masculina de Barón Ashler. (1982, doblaje de voz)
- Los diez mandamientos, doblaje original mexicano película, narrador (1982, doblaje de voz)
- La historia sin fin, doblaje original mexicano película, narrador  (1982, doblaje de voz)
- Bravestarr, narrador de introducción de la serie estadounidense (aprox. 1983)
- Yogi y la búsqueda del tesoro León Melquiades
- Defensores de la tierra, serie estadounidense de dibujos animados, Mandrake el mago, (aprox 1980)
- Robotech, serie de anime, narrador de algunos capítulos de la serie, (aprox. 1981)
- 007: Al Servicio de su majestad - Narración
- El Imperio Contraataca (doblaje original) - Almirante Piett
- La Guerra de las Galaxias (doblaje original) - Owen Lars
- The Last Unicorn - Rey Haggard
- Hechizada - Larry Tate
- Los Locos Addams - Largo
- Star Trek II - Sr. Spock
- Star Trek VI - Sr. Spock
- Batman - Comisionado Gordon
- Un Cowboy en África - Jim Sinclair
- Tierra de gigantes - Mark Wilson
- Ewoks - Maestro Logray
- Mis adorables sobrinos - Tío Bill (Brian Keith) 1971
- Alien: el octavo pasajero Narrador